# ترک (شهرستان آلای)
تِرِک (به لاتین: Terek) یک منطقهٔ مسکونی در قرقیزستان است که در شهرستان آلای واقع شده‌است. ترک ۱٬۱۹۸ نفر جمعیت دارد و ۲٬۰۵۱ متر بالاتر از سطح دریا واقع شده‌است.